# Robert Karlsson (1969)
Robert Karlsson (Katrineholm, 3 september 1969) is een Zweeds golfprofessional.

## Biografie
Als zoon van een greenkeeper groeide Robert Karlsson op een golfbaan op. Hij werd in 1989 professional, haalde dat jaar via de tourschool zijn tourkaart Hij speelde sinds 1990 op de Europese PGA Tour en vanaf 2005 ook op Amerikaanse PGA Tour. Zijn mooiste resultaten behaalde hij in 2008 met winst op de Alfred Dunhill Links Championship en de German Masters op de Europese Tour. Mede als gevolg van deze overwinningen was hij ook de beste in de Order of Merit van de Europese tour, meteen de eerste Zweedse golfer die hierin de beste was. In 2008 eindigde hij ook 8e op de Masters, 4e op de US Open en 7e op de The Open Championship. Samen met Henrik Stenson was Karlsson ook nog de beste in de World Cup of Golf. Sinds 2020 komt hij ook uit op de Champions Tour.

## Belangrijkste resultaten

### Overwinningen
| Jaar | Toernooi                                     | Tour              |
| ---- | -------------------------------------------- | ----------------- |
| 1995 | Turespana Open Mediterrania                  | Europese PGA Tour |
| 1997 | BMW International Open                       | Europese PGA Tour |
| 1999 | Belgacom Open                                | Europese PGA Tour |
| 2000 | Seve Trophy                                  | -                 |
| 2001 | Via Digital Open de España                   | Europese PGA Tour |
| 2002 | Omega European Masters                       | Europese PGA Tour |
| 2006 | Celtic Manor Wales Open                      | Europese PGA Tour |
| 2006 | Deutsche Bank Players Championship of Europe | Europese PGA Tour |
| 2006 | 2006                                         | -                 |
| 2007 | The Royal Trophy                             | -                 |
| 2008 | Mercedes-Benz Championship                   | Europese PGA Tour |
| 2008 | Alfred Dunhill Links Championship            | Europese PGA Tour |
| 2008 | World Cup of Golf                            | -                 |
| 2010 | Qatar Masters                                | Europese PGA Tour |
| 2010 | Dubai Wereldkampioenschap                    | Europese PGA Tour |

### Teamdeelnames
- Ryder Cup (namens Europa): 2006 (winnaars), 2008
- Alfred Dunhill Cup (namens Zweden): 1992
- World Cup (namens Zweden): 2001, 2007, 2008 (winnaars), 2009, 2011
- Seve Trophy (namens Continentaal Europa): 2000 (winnaars), 2002, 2007
- The Royal Trophy (namens Europa): 2007 (winnaars)

### Resultaten op deMajors
| Major                 | 1989 | 1990 | 1991 | 1992 | 1993 | 1994 | 1995 | 1996 | 1997 | 1998 | 1999 | 2000 | 2001 | 2002 | 2003 | 2004 | 2005 | 2006 | 2007 | 2008 | 2009 | 2010 | 2011 | 2012 | 2013 | 2014 | 2015 | 2016 | 2017 | 2018 | 2019 | 2020 |
| --------------------- | ---- | ---- | ---- | ---- | ---- | ---- | ---- | ---- | ---- | ---- | ---- | ---- | ---- | ---- | ---- | ---- | ---- | ---- | ---- | ---- | ---- | ---- | ---- | ---- | ---- | ---- | ---- | ---- | ---- | ---- | ---- | ---- |
| Masters Tournament    |      |      |      |      |      |      |      |      |      |      |      |      |      |      |      |      |      |      | T30  | T8   | CUT  | T43  | T27  | T50  |      |      |      |      |      |      |      |      |
| U.S. Open             |      |      |      |      |      |      |      |      |      | CUT  |      |      |      | T45  |      |      | CUT  |      | CUT  | T4   |      | T27  | T45  | T29  | T71  |      |      |      |      |      |      |      |
| The Open Championship | T77  |      |      | T5   | CUT  |      | CUT  |      | CUT  | CUT  | CUT  | CUT  | CUT  | CUT  |      |      |      | T35  | CUT  | T7   |      | T14  | CUT  |      | CUT  | T12  |      |      |      |      |      |      |
| PGA Championship      |      |      |      |      |      |      |      |      |      | T65  | T41  |      | CUT  |      | CUT  |      |      | T29  | T57  | T20  |      | T16  | T4   | CUT  |      | T46  |      |      |      |      |      |      |

CUT = miste de cut halverwege

### Resultaten op deWorld Golf Championships
| Toernooi             | 1999 | 2000 | 2001 | 2002 | 2003 | 2004 | 2005 | 2006 | 2007 | 2008 | 2009 | 2010 | 2011 | 2012 | 2013 | 2014 | 2015 | 2016 | 2017 | 2018 | 2019 | 2020 |
| -------------------- | ---- | ---- | ---- | ---- | ---- | ---- | ---- | ---- | ---- | ---- | ---- | ---- | ---- | ---- | ---- | ---- | ---- | ---- | ---- | ---- | ---- | ---- |
| WGC Kampioenschap    | T53  |      |      |      |      |      |      | T21  | T11  | T30  | T31  | T62  | T31  | T20  |      |      |      |      |      |      |      |      |
| WGC Matchplay        |      |      |      |      | R64  |      |      |      | R64  | R64  | R64  | R32  | R32  | R32  |      |      |      |      |      |      |      |      |
| WGC Invitational     |      |      |      |      | T77  |      |      | T62  | T69  | T20  |      | T65  | T17  |      |      |      |      |      |      |      |      |      |
| WGC - HSBC Champions |      |      |      |      |      |      |      |      |      |      |      | T34  | T56  |      |      |      |      |      |      |      |      |      |